# Karolino-Buhaz
Karolino-Buhaz (ukr. Кароліно-Бугаз) – wieś w południowo-zachodniej Ukrainie w rejonie białogrodskim obwodu odeskiego.
Wieś położona pomiędzy limanem dniestrowskim a Morzem Czarnym. Jest znana ze swoich licznych ośrodków wypoczynkowych. Piaszczysta plaża o szerokości 100 metrów ciągnie się na dziesiątki kilometrów wzdłuż morza. Miejscowość założona została w 1813, od 1944 wchodziła w skład sąsiadującej miejscowości Zatoka.
Znajduje się tu stacja kolejowa Karolina-Buhaz oraz dwa przystanki kolejowe (Studentśka i Nahirna) na linii Odessa - Arcyz.